# Chlorolestes conspicuus
Chlorolestes conspicuus là loài chuồn chuồn trong họ Synlestidae. Loài này được Hagen in Selys mô tả khoa học đầu tiên năm 1862.